# Jan Driessen
Pour les articles homonymes, voir Driessen.
Jan Driessen, né le 3 mars 1958 à Hasselt, est un archéologue belge, spécialiste de la civilisation minoenne. Il est professeur à l'université catholique de Louvain et a été directeur de l'École belge d'Athènes de 2012 à 2022.

## Biographie
Il fait ses études universitaires à la Katholieke Universiteit Leuven (licence en archéologie, 1981 ; licence en histoire ancienne, 1983). Il obtient son doctorat en 1989 à la faculté des Arts de la Katholieke Universiteit Leuven, avec une thèse intitulée The Room of the Chariot Tablets at Knossos (Crete). Interdisciplinary Approach to the Study of a Linear B Deposit, sous la direction de Frank Van Wonterghem et Jean-Pierre Olivier.
Jan Driessen a été associé à l'activité de la British School at Athens en 1981-1983 et membre belge de l'École française d'Athènes de 1989 à 1993. Il est, depuis 1999, professeur d'archéologie méditerranéenne à l'université catholique de Louvain, où il a dirigé le département d'archéologie et d'histoire de l'art de 2002 à 2008. En avril 2012, il est devenu directeur de l'École belge d'Athènes pour une mission de cinq ans, renouvelée pour cinq ans en 2017.
Il a été co-directeur des fouilles de Malia et de Palékastro. Il a participé à des fouilles à Cnossos, Myrtos Pyrgos, Iuktas-Alonaki, Monastiraki et Maroni (Chypre). Il dirige actuellement les fouilles de l'École belge à Sissi, près d'Ágios Nikólaos, en Crète orientale, et il co-dirige celles de Pýla Kokkinokremos, à Chypre.
Jan Driessen a mis en doute la vision traditionnelle de la société minoenne depuis Evans comme une société très hiérarchisée sous l'autorité d'un roi. Il note l'absence d'une iconographie royale, de tombes royales ; l'architecture des palais minoens ne paraît pas centrée sur la personne d'un roi et sur sa glorification. Il propose de voir dans les bâtiments à cour centrale, caractéristiques de la Crète du IIe millénaire av. J.-C., l'expression d'une société communautaire et d'un modèle économique fondé sur la collaboration.

## Publications
Jan Driessen est l'auteur de plusieurs ouvrages écrits seul ou en collaboration et de plusieurs dizaines d'articles et comptes rendus. Il a co-dirigé aussi la publication de plusieurs ouvrages collectifs.
- An Early Destruction in the Mycenaean Palace at Knossos (« Acta Archaeologica Lovaniensia », 2), Louvain, 1990.
- (avec C.F. Macdonald), The Troubled Island. Minoan Crete before and after the Santorini Eruption, Liège & Austin, 1997.
- The Scribes of the Room of the Chariot Tablets at Knossos. Interdisciplinary Approach to the Study of a Linear B Deposit (« Supplément à Minos », 15), Ediciones Universidad de Salamanca, 2000, 391 p. (publication de sa thèse de doctorat).
- (avec J.A. MacGillivray & L.H. Sackett), The Palaikastro Kouros. A Minoan Chryselephantine Statuette and Its Aegean Bronze Age Context (« British School at Athens Studies », 6), British School at Athens, Londres (2000), 250 p.
- (avec J.A. MacGillivray & L.H. Sackett), Excavations at Palaikastro in East Crete 1902-2002. A Centenary Exhibit, Groton, 2002, 65 p.
- (avec I. Schoep et R. Laffineur), Monuments of Minos. Rethinking the Minoan Palaces (« Aegaeum », 23), Université de Liège, Liège & Austin, 2002, 248 p.